# Yara-ma-yha-who
Yara-ma-yha-who – w mitologii aborygenów australijskich stworzenie przypominające małego, czerwonego człowieczka o olbrzymiej głowie i wielkich, bezzębnych ustach. Na dłoniach i stopach ma przyssawki. 
Zamieszkuje drzewa figowe. Zamiast polować, czeka, aż ktoś usiądzie pod drzewem - wtedy go chwyta i wysysa krew swoimi przyssawkami, osłabiając ofiarę, którą potem zjada, popija wodą i kładzie się spać. Kiedy Yara-ma-yha-who wstanie, zwraca pożartego – nieco niższego i czerwieńszego niż był wcześniej. 